# Enikő Somorjai

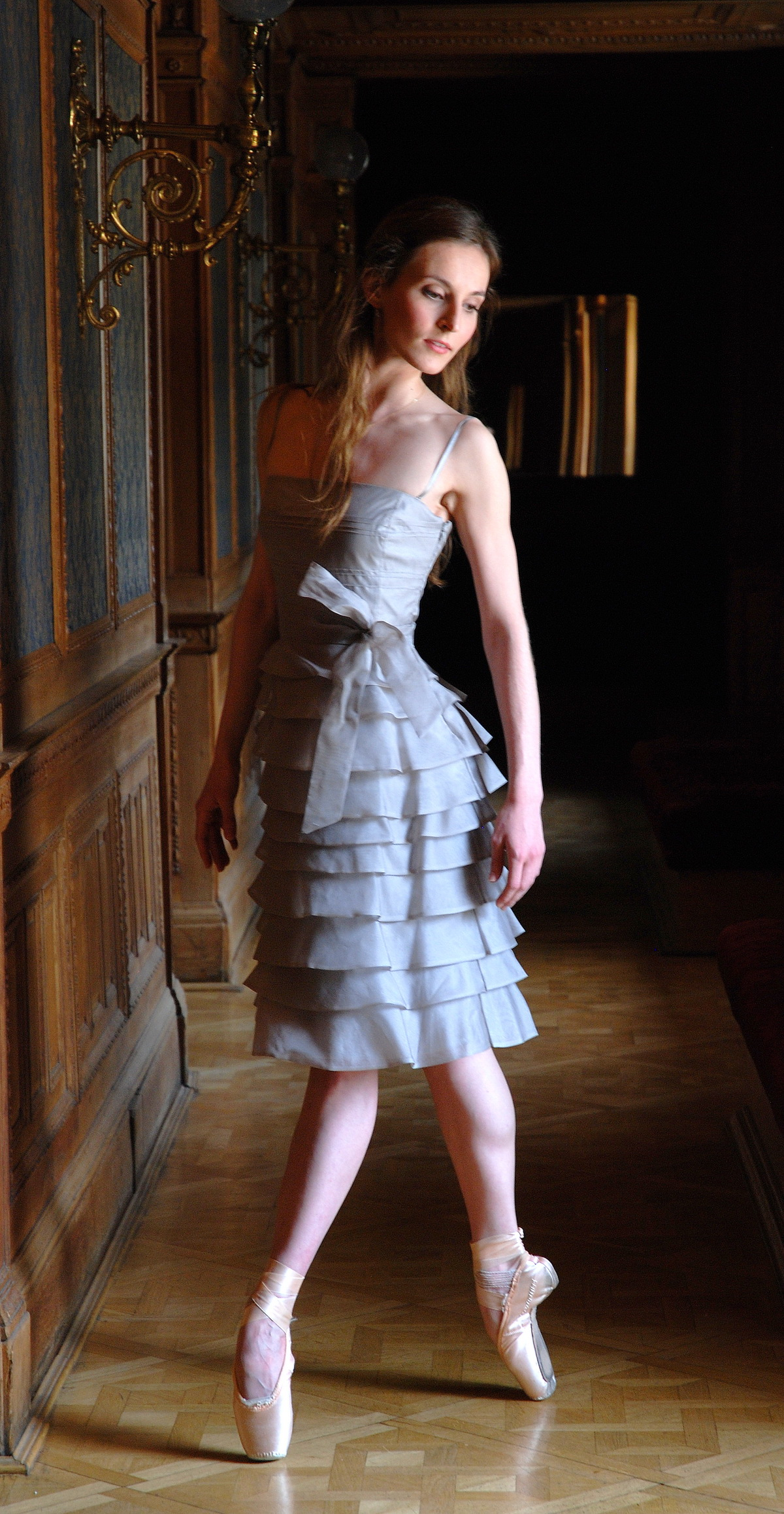
Enikő Somorjai (2008)

Enikő Somorjai (* 17. November 1981 in Budapest) ist eine ungarische Balletttänzerin.

## Leben
Somorjai begann im Alter von vier Jahren zu tanzen. 1997 gewann die Ungarin die Goldmedaille der „Győr International Ballet Competition“ und 1999 belegte sie an der „Vienna International Ballet Competition“ den dritten Platz. Im Jahr 2001 machte sie ihren Abschluss an der Ungarischen Tanzakademie.
Sie tanzt hauptsächlich als Solistin, nachdem sie im Corps de ballet begonnen hatte. Somorjai ist im Ensemble des Ungarischen Nationalballetts an der Ungarischen Staatsoper, und sie wirkt an bekannten Produktionen wie im Nussknacker, Schwanensee, im Holzgeschnitzten Prinz, in Giselle und vielen anderen Aufführungen mit.